# Noone (langue)
Pour les articles homonymes, voir Noone.
Ne doit pas être confondu avec Noon (langue).
Le noone (ou noni, nooni) est une langue béboïde de l'Est, parlée au Cameroun dans la Région du Nord-Ouest, le département du Bui, au nord-ouest de l'arrondissement de Kumbo. 
40 000 locuteurs ont été dénombrés en 2005.

## Écriture
| a | b | c | d  | e | ɛ | f | g  | gb | gh | i | j | k | kp |
| l | m | n | ny | ŋ | o | s | sh | t  | u  | v | w | y | ʼ  |